# Johannes Aventinus
Johann Georg Turmair ali Thurmayr, bolj znan po svojem psevdonimu Johannes Aventinus (dob. »Ivan Abensberški«) ali Aventin, je bil bavarski renesančni zgodovinar in filolog, avtor Bavarskih letopisov (1523), pomembnega vira za zgodnjo zgodovino Nemčije,  * 4. julij 1477, † 9. januar 1534, Regensburg.

## Mentor
Po študiju v Ingolstadtu, na Dunaju, v Krakovu in Parizu se je leta 1507 vrnil v Ingolstadt in bil leta 1509 imenovan za učitelja Ludvika in Ernesta, dveh mlajših bratov bavarskega vojvode Viljema IV. Vsi trije bratje so bili sinovi bavarskega vojvode Alberta Modrega. Aventin je mesto mentorja obdržal do leta 1517. V tem času je napisal latinsko slovnico (Rudimenta grammaticae latinae, 1512) in druge priročnike za svoja učenca ter leta 1515 z Ernestom potoval po Italiji. V svoji učni vnemi je pomagal ustanoviti Sodalitas litteraria Angilostadensis, Ingolstadtsko književniško bratovščino. Pod njenim okriljem je bilo napisanih več del, vendar je kmalu prenehala obstajati (1520).

## Zgodovinar Bavarske
Leta 1517 ga je Viljem imenoval za uradnega bavarskega zgodovinarja in mu naročil, naj napiše zgodovino države. Številni pomembni viri, ki jih je Aventin uporabil v ta namen, so ohranjeni le v njegovih prepisih. Kritično obdelano gradivo je zbral v celoviti zgodovini Bavarske z nanslovom Annales Bojorum (Bavarski letopisi). Zgoščena nemška različica z naslovom  Bayerische Chronik (Bavarska kronika), je prva pomembna zgodovina, napisana v nemškem jeziku.

## Reformacija
Aventin je vse življenje ostal katolik, čeprav je bil naklonjen nekaterim vidikom protestantske reforme. Imel je stike s Filipom  Melanchthonom in Martinom Lutrom, zavračal slišno spoved, nasprotoval romanjem in odpustkom ter nasprotoval trditvam uradnih oblasti, da so reforme pretirane. Kazal je močan odpor do menihov. Zaradi vsega tega so ga leta 1528 zaprli, a so njegovi prijatelji kmalu dosegli njegovo izpustitev. Preostanek njegovega življenja je bil nekoliko nemiren. Umrl je v Regensburgu. 

## Bavarski letopisi
Letopisi v sedmih zvezkih obravnavajo zgodovino Bavarske v povezavi s splošno zgodovino od najzgodnejših časov do leta 1460. Avtor v njih kaže naklonjenost cesarstvu v njegovem boju s papeštvom. Posledica njegove neprilagojenosti je bila, da so bili Letopisi objavljeni šele leta 1554 v Ingolstadtu. Številni odlomki v tej izdaji so bili izpuščeni, ker so se nanašali na rimokatolike. Popolnejšo izdajo je leta 1580 v Baslu izdal Nicholas Cisner.  
Aventin, ki so ga imenovali "bavarski Herodot", je napisal tudi nekaj drugih manj pomembnih knjig. Popolna izdaja njegovih del je bila izdana v Münchnu v letih 1881–1886.
V Aventinovih Letopisih je ohranjenega nekaj besedila danes izgubljene Kreoncijeve kronike iz 8. stoletja.

## Tevtonsko rodoslovje
Aventin je v svoji Kroniki izmislil zaporedje tevtonskih kraljev, ki se je raztezalo vse do velikega potopa. Do 1. stoletja pr. n. št. so vladali ogromnim območjem Nemčije in okoliških regij in so vpleteni v številne dogodke iz svetopisemske in klasične zgodovine. 
Ti vladarji in njihovi podvigi so večinoma izmišljeni, čeprav nekateri izhajajo iz mitoloških, legendarnih ali zgodovinskih osebnosti. Primeri slednjih so Boiger, Kels II. in Teutenbuecher, katerih skupna vladavina je trajala od leta 127 pr. n. št. do 100 pr. n. št. Ti kralji temeljijo na kralju Kimbrov Boioriksu, neimenovanem kralju Ambronov, in Tevtobodu. kralju Tevtonov.